# Exorista notabilis
Exorista notabilis là một loài ruồi trong họ Tachinidae.